# Connie Stevens
Concetta Rosalie Ann Ingoglia (ur. 8 sierpnia 1938 w Nowym Jorku) – amerykańska aktorka.